# Polystoma nearcticum
Polystoma nearcticum är en plattmaskart. Polystoma nearcticum ingår i släktet Polystoma och familjen Polystomatidae. Inga underarter finns listade i Catalogue of Life.